# Ánima Estudios
Ánima Estudios, S.A.P.I. de C.V. (AE; estilizado y también conocido como ÁNiMA, y anteriormente como ánima estudios), o simplemente Ánima, es un estudio de animación, productora y compañía de entretenimiento familiar mexicana, fundada en 2002 en la Ciudad de México por Fernando de Fuentes Sainz y José Carlos García de Letona.
Nació como una empresa derivada del portal web multimedia Alo.com, creado por los empresarios Guillermo y José Antonio Cañedo White, dentro del que existía un canal de animaciones flash conocido como Tirabala.com. Tras el cierre de dicha empresa, De Fuentes, los hermanos Cañedo y sus compañeros de trabajo, reunieron un capital de riesgo de $3 millones de pesos con ayuda de amigos y familiares suyos, monto que usarían principalmente para levantar un estudio de animación a partir del área especializada de la otrora compañía y poner en marcha un ciclo de producción inicial de tres películas con el fin de generar experiencia, y para formar el estudio, De Fuentes retuvo a una parte del personal de artistas y creativos de Tirabala.com. La empresa formó parte de un gran número de estudios de animación nacionales especializados en animación por computadora que nacieron o se consolidaron a inicios de la década de 2000.
Entre sus producciones destacadas se encuentran la película Magos y Gigantes (2003), distribuida por 20th Century Fox, y la serie El Chavo animado (2006-2014), producción de Televisa y del fallecido Roberto Gómez Bolaños, basada en la serie mexicana del mismo nombre. También son los creadores de la serie Las Leyendas para Netflix, la cual es la primera serie animada latinoamericana hecha para esta plataforma. El estudio ha lanzado un total de 26 largometrajes, algunos de los cuales se encuentran entre las películas animadas mexicanas más taquilleras de la historia, así como entre las películas con mayor recaudación de la industria cinematográfica mexicana en general, siendo Don Gato y su pandilla (2011) la cinta del estudio con mayor recaudación. Su primer filme, Magos y Gigantes, fue estrenado el 19 de noviembre de 2003, y el último, La leyenda de los Chaneques, el 14 de julio de 2023.
Las producciones de Ánima Estudios se han visto en todo el mundo, su alcance de distribución incluye países como los Estados Unidos, el Reino Unido, la Corea del Sur, Rusia, Japón y China. Tiene su sede central en Miguel Hidalgo, Ciudad de México, y mantiene oficinas internacionales en Argentina y España, ubicadas principalmente en las ciudades de Buenos Aires, Madrid y Las Palmas de Gran Canaria, respectivamente; en estas dos últimas, opera bajo el nombre Ánima Kitchent.
Investigadores de la historia del medio animado en México consideran que la empresa impulsó de manera importante la reactivación de la industria a nivel nacional, principalmente por su incursión en las ramas de cine y televisión.

## Historia

### c.1999–2002: Antecedentes y formación
| «[Ánima] nació en 2002 como el spin-off de una compañía que producía contenido multimedia para internet llamada Alo.com. En esos tiempos, Latinoamérica no estaba tan preparada para aceptar ese tipo de contenido, pero nosotros (Tirabala.com), siendo su canal de animación, traíamos mucho tráfico a aquel portal. Cuando se cerró la empresa conservamos nuestra área con nuevos socios para comenzar a dar nuestros primeros pasos. Además, mi familia estaba estrechamente relacionada con el cine y eso siempre ayuda». —Fernando de Fuentes (2015). |

Los antecedentes de Ánima Estudios se remontan al año 1999, cuando los empresarios Guillermo Cañedo White y José Antonio Cañedo White —anteriores ejecutivos y accionistas de Grupo Televisa, y posteriores dueños de una firma de asesoría financiera en la Ciudad de México— fundaron la empresa Contenidos Digitales de México, con el que lanzaron, a inicios de mayo de 2000, un portal web de tercera generación, llamado Alo.com, que estaría dividido en tres vertientes principales: materiales informativos, servicios para comunidades y contenido audiovisual e interactivo de entretenimiento. Bajo esta última, el sitio produciría contenido multimedia que se desmenuzaría entre un aproximado de treinta y un canales temáticos, entre ellos, de clases de cocina, noticias, contenidos culturales y deportivos, y producciones narrativas como telenovelas web. Uno de estos sería un canal de animaciones flash de corta duración, principalmente enmarcado en el género de la comedia y el humor irreverente, cuyo nombre sería Tirabala.com, e iría destinado tanto al público infantil como al adulto y juvenil. Este se convertiría en el canal más popular de todo el portal, ya que era el que atraía el mayor número de visitas a Alo.com; entre sus series más conocidas se encontraban Los Antagonistas de Alo —parodia del programa deportivo Los protagonistas— y Ja2 —serie de chistes cómicos breves—. Pese al buen recibimiento que tenía su canal de animaciones, el portal no logró sobrevivir a la crisis financiera producida por el estallido de la Burbuja puntocom, suceso que causó la caída en bolsa de muchas empresas de internet a nivel global, y esto, sumado a problemas económicos que acarreaba la firma y al bajo tráfico de visitas que generaban el resto de sus canales, suscitó su cierre tras tres años continuos de operaciones.
Fernando de Fuentes Sainz trabajaba como director de administración y finanzas de Alo.com. Era egresado de la carrera de Ingeniería industrial electromecánica por la Universidad Iberoamericana, y anteriormente había trabajado en una casa de bolsa conocida como Inverlat. Posteriormente, fue invitado por los hermanos Cañedo White —a quienes De Fuentes conocía desde el deceso de su padre en 1991— para incorporarse a su empresa de consultoría financiera como director de administración y finanzas, y más tarde para involucrarse en el proyecto de Alo.com bajo el mismo cargo.
De Fuentes era hijo del productor y director de cine Fernando de Fuentes Reyes y la actriz Yolanda Varela, y su abuelo, Fernando de Fuentes Carrau, había sido un prolífico cineasta, escritor y productor reconocido por dirigir más de cincuenta películas durante la Época de Oro del cine mexicano y por ser pionero del género de la comedia ranchera, así como uno de los precursores del cine sonoro y a color en México. Gracias a sus padres, especialmente a su progenitor, De Fuentes era aficionado al cine desde temprana edad, debido a que, él y su amigo de infancia Fernando Pérez Gavilán —hijo del también director del mismo nombre—, acompañaban a sus padres a las locaciones y foros de grabación de los estudios cinematográficos. Sin embargo, entrada la década de 1980, Fernando se alejó del cine cuando se dio el surgimiento del cine de ficheras y las sexycomedias, géneros de producción masiva con poco presupuesto que se caracterizaban por mezclar albures y humor de doble sentido con situaciones potencial o directamente eróticas, y cuyos mayores exponentes eran actores y comediantes como Alfonso Zayas, César Bono y Rafael Inclán, entre otros. Por ello, De Fuentes dedicó los siguientes años de sus estudios y experiencias laborales al campo de las finanzas, pese a ser consciente de que no sentía vocación por dicha profesión.
Cuando se anunció el cierre de Alo.com y estaban por liquidarse sus activos de producción (equipos de cómputo, servidores y licencias de software), incluyendo los utilizados para el canal Tirabala, De Fuentes consideró que estos podrían tener un nuevo uso, por lo que decidió invitar a sus jefes y compañeros de la empresa a iniciar un nuevo proyecto a partir de la sección de animaciones y la infraestructura de dicho portal: un estudio de animación por computadora que produciría constantemente proyectos para diferentes medios de entretenimiento y que, a su vez, serviría como un lugar de formación y semillero para nuevos artistas y creativos de la industria. A De Fuentes y los hermanos Cañedo, se unirían como socios principales Fernando Pérez Gavilán, Federico Unda y el director de producción de Alo.com, José Carlos García de Letona, y la base de talentos inicial consistiría en el equipo de artistas y animadores que trabajaba en la sección Tirabala; entre ellos, se encontraba el diseñador gráfico y animador empírico, Andrés Couturier, quien más adelante sería asignado para dirigir un primer largometraje. Las instalaciones de Alo.com, ubicadas en la colonia Bosques de las Lomas de la Ciudad de México, servirían como la ubicación inicial para la empresa en lo que se reunían los fondos necesarios para conseguir un espacio más amplio.
El primer proyecto del equipo fue Ada y Gigante, una serie animada de televisión pensada para el público preescolar. Situada en un mundo medieval de fantasía, la serie sería protagonizada por Gigante, un gigante de corta estatura, y Ada, un hada que no tenía alas, y la función de ambos sería la de enseñar algunas cosas básicas para los niños como atarse los cordones de los zapatos y cuidar la higiene bucal. A ellos se sumaría Trafalgar, un aprendiz de magia que, en sus intervenciones, entraría en conflicto con Gigante y Ada. El proyecto nació a raíz de una serie de animaciones que formaba parte de la programación de Tirabala.com, y los socios de la compañía contemplaban su venta a una cadena de televisión, teniendo a Televisa y TV Azteca como potenciales compradores. De Fuentes le enseñó un episodio piloto a José Juan Hernández, director de 20th Century Fox Film de México, y a Eduardo Echeverría, quien encabezaba la filial internacional de Fox para la región de Latinoamérica; ambos le propusieron retrabajar el concepto como una película. Los directivos hicieron estudios de mercado para conocer la situación del cine infantil en México, descubriendo que se trataba de un género de escasa producción en el país al igual que el cine de animación. La mayoría de largometrajes nacionales iban dirigidos principalmente a adolescentes y adultos y eran realizados completamente en imagen real, mientras que las películas dirigidas al público familiar eran principalmente las de importación, siendo compañías de entretenimiento con alcance global como The Walt Disney Company y Warner Bros. Entertainment, así como estudios de animación como Pixar, DreamWorks Animation y Walt Disney Feature Animation, las principales productoras del género con presencia importante en el país. De 300 filmes que se comercializaban al año, entre diez y catorce eran los producidos específicamente para el público familiar. Estas producciones le generaban altos ingresos a las cadenas exhibidoras, principalmente, por las ventas de productos confitados, botanas, bebidas y otros consumibles en sus dulcerías, y de acuerdo con estadísticas, en 2002, el promedio de entrada a películas de animación había sido dos veces mayor a comparación de lo que ingresaban las cintas de live-action para un público más restringido. Los inversionistas del estudio consideraron que esto representaba una oportunidad con mucho potencial, por lo que, decidieron establecer como el principal fuerte de producción de Ánima Estudios la realización de películas animadas para una audiencia familiar e infantil con el fin de poder cubrir este género en el país.
Los animadores del estudio trabajaron en pilotos de corta duración con los que los socios de la empresa, junto con el guion de la cinta, presentaron el nuevo proyecto a ejecutivos de diferentes compañías de distribución cinematográfica como Buena Vista International, Videocine Distribución y Warner Bros. Pictures, y de forma paralela, De Fuentes y compañía consiguieron préstamos por parte de sus familias y amigos para reunir los fondos necesarios para constituir Ánima Estudios formalmente, con la primera parte de la construcción del estudio financiada por el grupo principal de socios. Con varios de los allegados, se conformó el consejo de administración de la empresa, entre los que se encontraban las hermanas de Fernando de Fuentes —Yolanda, Gabriela y Fernanda—, quienes fueron algunas de las personas allegadas que contribuyeron para juntar el capital semilla de la compañía. El empresario Alejandro «Álex» García —nieto del reconocido actor de cine, Arturo de Córdova— aportó recursos a través de un pequeño fondo personal para inversiones de riesgo que inició en el 2000, uniéndose a la empresa como socio y accionista —y posteriormente como productor—. De Fuentes se autonombró como presidente, socio principal y director general del estudio, y nombró a José Carlos García de Letona como vicepresidente de producción y desarrollo, y a Federico Unda como director de posproducción. Los fundadores tenían claro que querían construir una compañía productora de animación que se mantuviese en constante actividad y que fuera más allá de la producción de una sola obra de gran envergadura, por lo que, a partir de un capital base de 3 millones de pesos, diseñaron un calendario de producción bajo el que producirían unos primeros tres largometrajes concatenados e intercalados; uno tras otro y de forma paralela, y el monto adquirido se dividiría en un millón de pesos por cada producción. La idea era recuperar la inversión de la cinta anterior con la recaudación que se haya obtenido del filme siguiente para poder aminorar los riesgos económicos que implica realizar un largometraje animado, y el objetivo de los inversionistas era que, bajo este modelo de producción constante, el estudio consiguiera la autosuficiencia y estabilidad económica para mantenerse a flote y volverse un negocio rentable y redituable.
Luego de haber analizado los diferentes acuerdos de distribución propuestos por las compañías interesadas en el proyecto, el grupo de socios se decidió por 20th Century Fox para firmar un contrato de distribución en México y América Latina para su primer filme, cuyo título final sería el de Magos y Gigantes, así como un acuerdo de distribución por una segunda película, mismo al que posteriormente se añadiría una tercera como parte del plan inicial de producción de la productora. En septiembre de 2002, Ánima Estudios fue fundada oficialmente a partir de su constitución legal como sociedad mercantil el 13 de septiembre, y para el 17 de septiembre, se inauguró su sede central definitiva, cuyo espacio tendría lugar en un edificio de la colonia Lomas de Chapultepec, de la delegación Miguel Hidalgo. Para el mes siguiente, inició la producción de la película Magos y Gigantes, originalmente planteada para concluirse en un plazo límite —pautado por Fox— de entre nueve y once meses, incluyendo la escritura del guion; paralelamente, para junio de 2003, el estudio inició las labores de producción de su siguiente largometraje bajo el título de Imaginum, y en septiembre del mismo año, entraría en fase de preproducción un tercer largometraje. Parte del plan de producción para cines era producir y lanzar una o dos películas al año. En general, los primeros proyectos de la productora se realizarían primariamente en la técnica de animación 2D, cuyos costos eran significativamente más bajos que los de una producción de acción viva, para las que se requieren mayores presupuestos por los elevados costes en equipos de filmación y locaciones o sets de estudio a emplearse, así como por el salario a cubrir de los actores y el personal involucrado.
Magos y Gigantes era la primera película animada de larga duración que se hacía en México tras varios años de inactividad en el cine animado del país, pues hasta 1988 únicamente se habían producido seis largometrajes. Asimismo se le consideró el primer filme de animación digital hecho en México. Con el fin de ampliar la nómina del estudio, se sumaron al equipo varios animadores profesionales que anteriormente habían trabajado en otras casas animadoras como la Productora Mexicana de Animación (Promexa) —perteneciente al también animador y cineasta, Fernando Ruiz, en asociación con el empresario Adalberto Gallo—, así como en proyectos de animación como Burundis —franquicia de entretenimiento y licencia para productos de consumo creada por los empresarios Guillermo Cerbón y Enrique Altamirano—, e igualmente, se incorporaron animadores independientes con formación autodidacta y algunos veteranos que participaron en la producción de los primeros filmes de animación en México. Estos últimos, tras algunas semanas trabajando en la empresa, decidieron salirse del proyecto al desconocer los nuevos procesos de animación íntegramente ejecutados por medio de ordenadores, algo que significaba una drástica disimilitud con los procesos tradicionales y «más artesanales» que se llevaban a cabo en el recién concluido siglo XX, esto a pesar de la disposición que tenían para apoyar el proyecto y al estudio y para enseñar a los recién iniciados o con menos experiencia. Por otro lado, otros de los animadores de la «escuela clásica» se pronunciaron en contra de Ánima Estudios debido a que rechazaban la idea de que en México se produciese una película de animación con procesos digitales que además se mostraba ajena a las temáticas y elementos más propios de la cultura e identidad nacional, esto último por su premisa situada en un mundo medieval de magia y fantasía que tomaba como base principal a los cuentos de hadas y leyendas fantásticas de personajes clásicos provenientes de la cultura europea. Por estas razones, fue que en el equipo, a falta de aquellos artistas más experimentados, únicamente prevalecieron los más jóvenes, quienes prácticamente tuvieron que aprender al mismo tiempo que producían el largometraje, lo que dio como resultado un conjunto de 35 personas en el estudio. El programa de animación por computadora, Macromedia Flash, sería el principal que se emplearía para la producción de la película, si bien no sería el único sobre el que tendría lugar la parte técnica de su animación. El costo final de la cinta ascendió a los doce millones de pesos en total —equivalentes a novecientos mil dólares—.

### 2003–2009: Primeros años y la reactivación de la industria de animación en México
El 19 de noviembre de 2003 se estrenó Magos y Gigantes con 250 copias, recaudando 4.5 millones de pesos en su primer fin de semana de exhibición y situándose en el cuarto lugar de la taquilla a nivel nacional. Esta película familiar de «aventura fantástica», producida en animación cut-out digital en 2D y dirigida por los noveles Andrés Couturier y Eduardo Sprowls, relata la hazaña de tres amigos inadaptados en busca de una pequeña princesa y de un poderoso pergamino mágico, con lo que pretenden defender a su pueblo de un joven hechicero que planea robar la magia de los habitantes para así apoderarse del resto del reino. Los personajes se diseñaron de forma simplificada con la intención de que el público centrara su atención en la historia presentada, y se combinó el uso de la interpolación de movimiento —forma computarizada del tweening o intermediación, en la que los cuadros intermedios se generan semiautomáticamente mediante cálculos informáticos que son ejecutados por comandos— con el dibujo manual cuadro a cuadro para animar los movimientos. Si bien la película inicialmente tuvo un moderado éxito de taquilla durante sus primeras semanas de exhibición, al final terminó fracasando en taquilla con una recaudación total de 8.3 mdp —equivalentes a 731 662 USD—, tras ocho o nueve semanas en circulación. Las principales causas se le adjudicaron a la llegada de estrenos provenientes del extranjero, la escasa publicidad que recibió por parte de 20th Century Fox, su reducido público objetivo y su estreno fuera de época. Por otro lado, la recepción por parte de la audiencia no fue del todo la deseada, y la crítica especializada dio reseñas mixtas de la película, algunas elogiando la historia, los valores positivos y el humor de la cinta, y otras criticando desfavorablemente la trama, el guion y su calidad de animación. La falta de revolvencia económica a raíz del fracaso taquillero de la cinta, provocó que Ánima Estudios tardase los primeros dos años posteriores a su estreno en el retorno de inversión de una parte considerable de los gastos de producción. Sin meditar mucho sobre los resultados financieros que tendría la película, el estudio continuó con su plan inicial de producir tres películas en cadena, esto a la par de realizar otros proyectos —tanto propios como por encargo— a fin de seguir generando experiencia y de contar con otras vías de ingresos constantes para poder subsistir. A diferencia de otros estudios, en los que los creativos y animadores son contratados por proyecto, el personal que trabajó en Magos y Gigantes permanecería en la compañía como parte de la nómina, y el equipo de hardware y software adquirido para la producción de la cinta sería reutilizado en los sucesivos proyectos de la productora.
Durante la producción de Magos y Gigantes e Imaginum, Ánima Estudios desarrolló para la división deportiva de Televisa —en conjunto con la división Televisa Licencias— su primer proyecto formal para televisión denominado Cascaritos, el cual se dividió en dos microseries de episodios cortos que tendrían cabida en dos coberturas deportivas importantes. La primera, Cascaritos: ¡Chuta, remata y gol!, constó de 35 cápsulas de 30 segundos de duración y fue emitida en el marco de la 41.a edición de la Copa América de 2004, mientras que la segunda, Cascaritos: ¡En sus marcas, listos, fuera!, se compuso por un aproximado de entre 15 y 20 cápsulas que fueron transmitidas dentro de la programación de los Juegos Olímpicos de Atenas 2004. El concepto, creado por Alberto Mar y José C. García de Letona, y cuya génesis partía de una serie de animaciones web que se desarrollaron para el canal Tirabala.com de Alo.com, presentaba como premisa principal a un grupo de personajes de aspecto infantil que practicaban todo tipo de deportes —principalmente el fútbol— de manera muy peculiar y en un ambiente desenfadado que se prestaba a situaciones cómicas y absurdas. A partir de Cascaritos, el estudio abrió unidades de producción para proyectos televisivos, y a su vez, fue el primer proyecto del estudio producido en asociación con Televisa, gestándose así un fuerte vínculo entre ambas empresas que se mantuvo con el paso de los años. Ese mismo año, el estudio ganó la comisión por parte de Televisa y la familia del escritor, actor y comediante Roberto Gómez Bolaños (más conocido con el seudónimo de «Chespirito») para realizar una adaptación animada de El Chavo del 8, serie de televisión de comedia situacional emitida originalmente entre las décadas de 1970 y 1980, que a su vez se desprendió del programa antológico de sketches Chespirito (1971–1995). Como parte de una convocatoria abierta a cargo de Televisa Licencias, a la que otros estudios de animación como Metacube y Animex 2D se presentaron con propuestas para la nueva serie, Ánima resultó seleccionado para ser el encargado de la producción de animación, no sin antes llevar a cabo un extenso proceso de negociaciones con la familia Gómez Fernández —herederos de Gómez Bolaños, quienes más adelante constituirían el Grupo Chespirito a fin de manejar y administrar la obra y propiedad intelectual del creativo y de involucrarse en la producción de la nueva serie— y el citado conglomerado de medios de comunicación que tardaría dos años en completarse, mismos que también servirían para gestar la parte creativa del proyecto.
A principios de 2005, el estudio comenzó el desarrollo de Poncho Balón va a la final, microserie de episodios cortos ideada por el animador René Castillo en conjunto con el guionista y cineasta Carlos Cuarón, y con la colaboración de Juan Elías Tovar —escritor, guionista de cine y traductor— y Luis Usabiaga —periodista y guionista de televisión—, que se pactó para emitirse durante la celebración de la Copa Mundial de Fútbol de 2006 a disputarse en Alemania. Para esta producción, Ánima se asoció con la recién fundada Estación Espacial, compañía productora de animación creada por Castillo y Cuarón en Guadalajara, Jalisco. Ese mismo año, el estudio puso en marcha otra microserie animada con temática deportiva, Espinito, proyecto comisionado por la Federación Mexicana de Fútbol y Televisa. Esta realización se trataría de una adaptación al medio animado de Espinito, personaje creado por Alexis Sandoval —entonces director de conceptos creativos de Televisa— como la nueva mascota de la Selección Mexicana de Fútbol para la próxima Copa Mundial de Fútbol de 2006, y su emisión se planteó para comenzar a principios de 2006, algunos meses antes de que iniciara la «justa mundialista» organizada por la FIFA. Entendiendo que ambas series guardaban en común un mismo elemento central y que se tenía la intención de lanzarlas en el marco de este magno evento deportivo internacional, la premisa básica partiría de las anécdotas que tanto Espinito —un joven cactáceo de la especie de los nopales— como Poncho Balón —un viejo y desgastado balón de fútbol— vivirían a lo largo de su travesía por llegar a Alemania para estar presentes en los juegos de México, esto luego de pasar por varias desventuras cómicas o absurdas en las que, ya sea por ingenuidad o por confianza excesiva, terminaban siendo estafados o metidos en apuros.
El 19 de agosto de 2005, el estudio lanzó su segunda cinta, Imaginum, con una cantidad aproximada de 175 copias. Esta «comedia de ciencia ficción», dirigida por los debutantes Alberto Mar e Isaac Sandoval, sigue a Dante, un niño que conoce a tres extraterrestes provenientes de un manicomio espacial que fueron tomados como rehenes por un párasito intergaláctico que quiere conquistar al mundo haciendo uso de una sustancia poderosa ubicada en la Tierra, y a quien deben derrotar a fin de impedir que cumpla su cometido. Con un costo aproximado de 15 mdp y un equipo de producción conformado por una nómina de 40 personas trabajando en los estudios —con 20 de estas como animadores—, la película se concluyó en un tiempo estimado de 18 meses, y fue financiada de manera importante por el Fondo de Inversión y Estímulos al Cine (Fidecine) del Instituto Mexicano de Cinematografía (Imcine) —siendo, junto a Una película de huevos (2006), el primer proyecto de animación apoyado por el fideicomiso desde su creación en 2001—, contando además con el respaldo de las empresas multinacionales Grupo Bimbo e Intel. Este largometraje, representó un mayor avance en la calidad de animación gracias a la experiencia que los animadores adquirieron en el anterior trabajo cinematográfico del estudio: personajes y escenarios recibieron diseños más detallados, los movimientos adquirieron una mayor fluidez y se aplicó un mayor número de técnicas cinematográficas para aumentar la profundidad de los elementos bidimensionales. Habiéndose empleado algunos modelos generados por computadora (CGI) en 3D para los escenarios en Magos y Gigantes, Imaginum se concretó como el primer proyecto de Ánima Estudios en el que se combinaron las técnicas de animación cut-out 2D y animación CGI 3D; a su vez, esta producción significó uno de los primeros largometrajes de técnica híbrida producidos en México. Durante la producción del filme, el director de cine y animador Carlos Carrera —reconocido por trabajos como la película de ficción en imagen real El crimen del padre Amaro (2002) y el cortometraje animado El héroe (1994)—, se incorporó a la unidad de producción cinematográfica de Ánima Estudios como consultor creativo para todos los departamentos del estudio, firmando un contrato con la compañía para participar en dos siguientes largometrajes.
Al no haber prosperado el contrato por dos películas con Fox, Ánima consiguió formalizar uno nuevo con Videocine Distribución, subsidiaria cinematográfica de Grupo Televisa, quien después de varios cambios en la época programada para la película, tomó la decisión de aplazar su fecha de estreno para agosto de 2005, una vez concluido el periodo vacacional de verano y durante el reinicio del ciclo escolar, con el objetivo de evitar competir contra las películas extranjeras de alto presupuesto y abogando por la estrategia de ganar un mayor público por medio del «boca a boca» que los niños generaran a su retorno a las instituciones de enseñanza básica. Ingresó una recaudación en total de entre 7.6 y 7.8 millones de pesos en taquilla, con un promedio de asistencia de 240,349 espectadores, tras catorce semanas en cartelera. Se consideró que, por la baja asistencia de niños y familias durante su estreno, a raíz del reinicio de los cursos escolares, la película resultó un fracaso de taquilla, por cuya causa se convirtió en la producción del estudio con mayores pérdidas económicas. Por otro lado, al igual que su predecesora, la película se enfrentó a críticas de mixtas a negativas, principalmente hacia su historia, guion y calidad de animación, sumado a la falta de elementos culturales e identificativos de México y su enfoque en el seguimiento del modelo y las fórmulas de la animación norteamericana contemporánea. A partir de Imaginum, Ánima Estudios inició una relación de negocios con Videocine, pues la productora le confiaría la labor de promoción y distribución de varios de sus siguientes largometrajes teatrales, esto a fin de conseguir un mayor alcance y difusión a nivel nacional.
El fracaso económico de Imaginum orilló a la productora a enfrentarse a problemas de capitalización severos, y en vista de ello, los directivos se vieron en la necesidad de expandir sus actividades hacia la producción de animaciones para el ramo publicitario, así como de proseguir con la producción del tercer filme, cuyo estreno se contempló inicialmente para 2006 y que, entre varios otros títulos de producción, recibió el de Guacamayo, intriga polar. A su vez, el estudio comenzó a proveer sus primeros trabajos por encargo para otros estudios de animación, siendo la productora francesa especializada en series de televisión, DIC Entertainment, uno de sus primeros clientes, aún sin tener una unidad especializada en servicios como tal. Entre tanto, mientras Ánima avanzaba con la producción de las microseries Poncho Balón va a la final y Espinito, a la par se iniciaron los trabajos correspondientes a El Chavo animado, cuya producción arrancó oficialmente en noviembre de 2005 con un lanzamiento en televisión nacional programado para octubre de 2006. A partir del 28 de febrero de 2006, y de ahí hasta el comienzo de la «Copa del Mundo», Espinito se transmitió periódicamente cada dos veces por semana a través de Canal 5 de Televisa con un acumulado de 20 cápsulas. Por otra parte, entre los meses de junio y julio, y teniendo a Xystus como principal agente de ventas internacionales (por sus siglas en inglés, ISA), la emisión de los 31 episodios de Poncho Balón se distribuiría entre un gran número de cadenas internacionales de Latinoamérica, siendo Cartoon Network el canal principal que le proveería cobertura en toda la región, e inclusive, la transmisión se extendió a Estados Unidos —por parte de Azteca América para la comunidad de habla hispana de dicha nación— y a España —por parte de la propia Cartoon Network de ese país—. Televisa, por su parte, se encargaría de manejar la transmisión en México a través de sus espacios deportivos. Aparte de la transmisión de ambas series, sus personajes principales —bajo la representación de Xystus (Poncho Balón) y Televisa (Espinito)— recibirían un tratamiento de licencias bajo el que se comercializarían productos de consumo como peluches, llaveros, ropa, calcomanías y álbumes de cromos. En el caso de Poncho Balón va a la final, esta microserie se convirtió en la primera producción de Ánima Estudios que fue realizada por un estudio de animación extranjero, Copernicus Studios de Canadá, con el que Ánima colaboraría en diferentes proyectos en los próximos años.
Desde el año anterior, Ánima Estudios se encontraba inmerso en el proceso de investigación y desarrollo del que sería su primer programa informático de animación por computadora: Proyecto de Animación Digital Avanzada (Panda). Para este proyecto, la compañía recibió impulso por parte del Consejo Nacional de Ciencia y Tecnología (Conacyt) por medio del programa de apoyos económicos, «Avance Última Milla». Panda era un software que permitía realizar animaciones en tiempo real a partir de secuencias hechas con anterioridad y almacenadas localmente en el ordenador. Si bien a mediados de febrero de 2006, la empresa informó que el desarrollo de Panda se encontraba en sus etapas finales, dicho producto no fue lanzado al mercado y no se dieron a conocer mayores detalles de su producción. Para el mes de agosto, se anunció la adquisición de los derechos de distribución a nivel mundial de Magos y Gigantes e Imaginum por parte de PorchLight Entertainment, compañía productora y agente de ventas internacionales estadounidense, especializada en contenidos de entretenimiento para el público infantil y familiar. Bajo este nuevo acuerdo, se tenía prevista la distribución y licenciamiento de las cintas en más de 70 países, y principalmente, serían estrenadas por televisión y lanzadas en DVD.
El 21 de octubre de 2006 se estrenó por televisión en México y América Latina El Chavo animado, la primera serie de televisión de larga duración del estudio y la tercera serie de animación mexicana con episodios de media hora. Bajo la producción de Roberto Gómez Fernández y partiendo de los guiones originales de Roberto Gómez Bolaños, seguiría las andanzas de «El Chavo», un niño huérfano de escasos recursos que vive en una vecindad de la Ciudad de México rodeado de sus pintorescos y excéntricos habitantes con los que convive diariamente, principalmente, su grupo de amigos y sus padres y familiares, entre otros niños y adultos. De forma similar a sus anteriores proyectos, la producción de la serie demandó trabajar a un ritmo veloz, con una mayor eficiencia para tener listos los episodios a tiempo para su emisión, para lo cual se siguió un sistema de producción en cadena con un calendario de entre 10 y 14 días para ejecutar cada proceso (desde el guion gráfico hasta la composición), similar al que se usa en series extranjeras como Los Simpson (1989–presente), y casi todo el personal de Ánima Estudios, para ese momento conformado por un aproximado de entre 50 y 80 personas, fue reunido para concentrar sus esfuerzos en la serie, cuya animación 2D nuevamente se realizaría con el software Flash, mientras que la escenografía CGI se desarrollaría en LightWave 3D; todo esto teniendo un presupuesto equivalente a los 100,000 dólares por episodio. Al inicio, la emisión doméstica de El Chavo animado se compartiría entre el Canal 5 y el Canal de las Estrellas. La serie prometía ser una fuente de ingresos constante para la productora, si bien es cierto que únicamente recibiría el pago por los costos de producción, mientras que Grupo Chespirito y Televisa recibirían las ganancias por la transmisión de la serie y la venta de sus consumibles. Por otro lado, como consecuencia de la concentración del grueso de los animadores de Ánima Estudios en la realización de El Chavo, la producción de El Agente 00-P2, tercer filme de la productora —ya con su título definitivo—, quedó sensiblemente afectada al contar únicamente con un pequeño equipo que llegó a oscilar entre cinco y seis elementos del estudio —o dos, como refiere José Alejandro García Muñoz—, careciendo no solo del resto de los animadores, sino también de coloristas y artistas de fondos, lo que provocó la renuncia del productor de línea, Francisco Hirata, a mitad de la producción, momento en el que faltaban más de cuarenta o setenta minutos de animación. Durante ese tiempo, dicha cinta pasó por una serie de cambios considerables con el fin de que llegara a una mayor audiencia que incluyese a adultos y adultos jóvenes, en parte, tales cambios fueron influenciados por la recaudación en salas de Una película de huevos (2006). Al igual que Hirata, el animador Isaac Sandoval —codirector de Imaginum—, quien estuvo fuertemente involucrado en El Chavo animado como director del episodio piloto y de otros seis episodios de la serie, y quien fuera el principal responsable del rediseño de los personajes, decidió presentar su renuncia a la empresa llegado el 2007 por considerar que sus aportaciones al programa no fueron acreditadas debidamente. En contraste, Álex García regresó buscando ayudar a resolver los problemas de capitalización que venía atravesando por esa época, por lo que los socios fundadores decidieron venderle su participación; García también se incorporó a la producción de El Chavo animado, y para 2007 participaría de manera importante en dos nuevos proyectos de la empresa.
A partir de 2007, el estudio se introdujo al desarrollo de proyectos de animación para medios interactivos como internet y para dispositivos móviles. A inicios de 2007, se anunció que Ánima adquirió y asumió los derechos de representación en América Latina de Cálico Electrónico (2004–2015), una serie web animada española para adolescentes y adultos, creada en 2004 por el animador independiente Carlos «Niko» Gómez y producida por Nikodemo Animations, que sigue las aventuras del superhéroe (del tipo antihéroe) homónimo mientras lucha contra todo tipo de amenazas que arriban a la metrópolis de Electronic City con ayuda de diferentes artefactos que consigue en la tienda Electrónica Web, empresa para la que se desarrollaron el personaje —inicialmente con el nombre de Cálico Jack— y la serie en primer lugar. Entre abril y junio de ese año, se puso en línea el dominio electrocalico.com, un nuevo sitio web de la serie para la región de Latinoamérica con doce episodios correspondientes a las primeras dos temporadas de Cálico Electrónico. Por otro lado, Ánima estableció dos importantes asociaciones estratégicas con otras productoras cinematográficas que a su vez dieron a luz a dos nuevas sociedades conjuntas: la primera fue con Santo Domingo Films para crear un nuevo estudio de animación, denominado Motion Toons, pensado primordialmente para desarrollar en conjunto producciones hechas en México para un mercado internacional con un equipo nuevo de creativos y artistas. La segunda, se gestó con Santo Domingo Films y Lemon Films con el objetivo de iniciar un estudio de efectos visuales (por sus siglas en inglés, VFX) generados por computadora, al que nombraron FX Shop; el liderazgo de ambas empresas recayó en el accionista Álex García como presidente. El primer proyecto de Motion Toons sería Kung-Fu Magoo, un filme —producido en asociación con la empresa norteamericana Classic Media— que tendría salida principalmente en formatos domésticos y por televisión, mientras que Navidad, S.A. de C.V., tercer largometraje teatral de Lemon Films, sería la primera producción de FX Shop.

### 2010–2011: Expansión internacional y éxito deDon Gato y su pandilla
La película Don Gato y su pandilla se estrenó en México el 16 de septiembre de 2011 y rompió el récord de recaudación de una película mexicana en el primer día y en el primer fin de semana de estreno. En octubre de 2011 se estrenó en cines La leyenda de la Llorona, la cual tuvo una gran recepción en taquilla quedando en el top 5 del año en México.
A finales del 2012 se estrenó en cines la película El Santos contra la Tetona Mendoza que fue la primera película mexicana invitada al Festival Internacional de Cine de Animación de Annecy en Francia.

### 2014–2015: Incursión en animación CGI, desarrollo de aplicaciones para móviles y fundación de Ánima Kitchent
En 2014 Ánima anunció la apertura de oficinas en España llamadas Ánima Kitchent enfocadas en crear y comercializar marcas de entretenimiento.
El 30 de octubre de 2014 se estrenó en cines La Leyenda de las Momias de Guanajuato y se colocó en los primeros lugares de taquilla por varias semanas. Pese a sus altos ingresos en taquilla, la película contó con críticas mixtas de las cuales la mayor parte fueron negativas.
El 10 de abril de 2015 se estrenó en salas la película Guardianes de Oz, ubicándose en el tercer lugar de recaudación en su fin de semana de estreno y la cuarta película mexicana con mayor recaudación en lo que iba del año, al mismo tiempo se estrenó en Rusia siendo la primera película latinoamericana estrenada en circuito comercial en aquel país. A la fecha ya ha sido vendida para distribución en países como Reino Unido, Alemania, Austria, Suiza, Australia y Nueva Zelanda. El 15 de abril se estrenó en la plataforma digital VEO la serie animada del Chapulín Colorado. El estreno en México para TV abierta de fue el domingo 26 de julio de 2015.
Don Gato: El inicio de la pandilla se estrenó el 30 de octubre de 2015 en cines distribuida por Warner Bros. Pictures, con un presupuesto de 8 millones de dólares. A diferencia de la película anterior, esta estuvo pocas semanas en cartelera debido a sus fuertes críticas.
El 24 de agosto de 2015 se comenzó a transmitir en México en horario estelar la canción "Vamos a la cama" con la Familia Telerín.
El 17 de septiembre del 2015 Netflix anuncia Las Leyendas su primera serie animada original producida en Latinoamérica con fecha de estreno en 2017. Fernando de Fuentes S. y José C. García de Letona serán los productores ejecutivos y James Krieg, conocido por sus series Scooby-doo! Misterios S.A. y Spooksville, será guionista y productor.
El 1 de enero de 2016 se estrenó Don Gato El inicio de la pandilla en Perú, siendo un éxito mayor que la película original de Don Gato y su Pandilla (2011) y compitiendo directamente con Star Wars el despertar de la fuerza y Guerra de papás.
A la fecha Guardianes de Oz se ha estrenado a nivel internacional en Rusia, Honduras, Guatemala, Panamá, Costa Rica, Salvador, Nicaragua, Ecuador, Venezuela, Colombia, Perú, Chile y Argentina.[cita requerida] Átomo Network se encargará de lanzar programación animada original, presentará versiones en español de programas de Channel Frederator a una audiencia hispanoparlante y reclutará talento internacional. El 14 de marzo de 2016, Ánima Estudios revela que su siguiente película será La Leyenda del Chupacabras, secuela de La Leyenda de la Nahuala, La leyenda de la Llorona y La Leyenda de las Momias de Guanajuato.
El 22 de marzo de 2016, Warner Bros. UK anuncia que estrenará la película Don Gato El Inicio de la Pandilla en cines de todo el Reino Unido el 27 de mayo de este mismo año. Don Gato y su pandilla se encuentra entre las 20 películas independientes de cine animado con más recaudación a nivel mundial. El 19 de abril de 2016 Ánima Estudios anunció una alianza con el Instituto de Artes de California (CalArts), para el desarrollo de un programa de educación continua. El 26 de mayo de 2016 Ánima Estudios y Cartoon Network Latinoamérica lanzaron un concurso para jóvenes talentos productores o realizadores de proyectos de animación cortos y largos, la convocatoria finalizará el 18 de julio del 2016.
El 2 de junio de 2016 se estrenó en cines la película Don Gato: El Inicio de la Pandilla en Colombia, el 20 de julio en Italia, el 19 de agosto en Bulgaria, el 26 de agosto en Turquía, el 10 de noviembre Portugal y en otros países como Reino Unido, Israel, Hong Kong, Australia y Nueva Zelanda entre otros.[cita requerida] El 14 de octubre de 2016 se estrenó en cines La Leyenda del Chupacabras en Estados Unidos y el 21 de octubre en México, convirtiéndose en una de las 20 películas mexicanas más taquilleras en la historia del cine comercial mexicano.
El 11 de abril de 2017, Ánima y Teravision Games anunciaron su alianza para desarrollar videojuegos basados en las propiedades del estudio mexicano. Enrique Fuentes, CEO de Teravision, opina: “Este modelo de alianzas es bastante común en mercados como Estados Unidos y Canadá, pero por alguna razón se ha intentado en muy raras ocasiones en Latinoamérica. Ánima Estudios y Teravision Games están buscando ser pioneros en este modelo, buscando formas innovadoras de colaborar y capitalizar el enorme talento que tenemos en América Latina, uniendo esfuerzos y buscando la colaboración más allá de la competencia”. La aplicación móvil será lanzada el 31 de octubre del 2017 tanto para IOS como para Android.
El 11 de julio de 2017 se estrenó en el parque temático “Selva Mágica” en Guadalajara, Jalisco, una atracción de realidad Virtual llamada “Cantinflas presenta: La Máquina del Tiempo” producida por Ánima Estudios de la mano de Ventura Entertainment.
El 22 de enero de 2018 se lanzó la serie de la Familia Telerín en 3D CGI de la mano de Cleo Telerín con 52 episodios de 7 minutos.
Anima Estudios anunció que Mattel ha firmado un acuerdo para convertirse en Toy Master License mundial de Cleo & Cuquín, el nuevo contenido basado en La Familia Telerín, Cleo & Cuquín, es una gran oportunidad para dar vida a personajes que no solo gustan a los más pequeños sino que provocan nostalgia en sus padres para los que Familia Telerín es un recuerdo de su niñez." comentó Lauren DeFeo, VP de Mattel Toy Box. El 24 de febrero de 2017 Netflix lanzó la serie de Las Leyendas en 190 países.
Ánima Estudios y Cartoon Network lanzaron un segundo concurso para serie de cortos de animación. El vicepresidente del estudio mexicano, comentó: “Estamos orgullosos y felices de poder continuar este esfuerzo con Cartoon Network América Latina y simultáneamente expandir nuestra búsqueda de grandes talentos en animación por toda América Latina". La serie de cortos ganadora "Ram Pam Dam" fue elegida de entre más de 170 proyectos de 17 países diferentes.
La compañía publicó en sus redes sociales un póster teaser de La Leyenda del Charro Negro, la quinta película de la saga de Leyendas.
Ánima anunció en el festival de Annecy su nueva serie original llamada Space Chickens in Space que será producida en conjunto con Disney, Cake Entertainment, Studio Moshi y Gingerbread
José C. García de Letona, vicepresidente de Ánima Estudios dio una conferencia especial durante el festival Pixelatl por los 15 años que cumple el estudio, platicó cómo ha cambiado la industria durante este tiempo además de compartir algunos logros que ha alcanzado la compañía en los mercados internacionales.
Ana y Bruno fue galardonada con el Premio Quirino al Mejor Largometraje de Animación Iberoamericano. La película es una coproducción entre Ánima, Lo Coloco Films y Altavista Films. José C García de Letona y Fernando de Fuentes S. son productores del proyecto. Los Premios Quirino se crearon con el propósito de reconocer a los creadores en la industria de la animación iberoamericana.
Átomo Network, la plataforma digital de YouTube creada por Ánima y Channel Frederator, celebra dos años de apoyar a creadores y entusiastas de la animación en español. Con 157 canales de YouTube afiliados, una comunidad de 6.6 millones de suscriptores y alrededor de 1,100 millones de reproducciones globales de vides, “Estamos muy entusiasmados por tener la oportunidad de mostrar lo mejor de la animación local e internacional a nuestras audiencias hispanas a las que nos debemos”, señala José C. García de Letona, vicepresidente de Ánima. “Channel Frederator Network se enorgullece de celebrar el segundo aniversario con nuestros colegas de Átomo Network y Ánima. Nos emociona poder contribuir a la expansión de talento de clase mundial en la animación que desarrolla contenido en español. Seguiremos apoyando esta beta artística de la mejor manera que podamos”, aseguró Fred Seibert, fundador de Frederator Networks.
El 22 de noviembre de 2018 se estrenó en Disney Channel Europa, Medio Oriente y África Space Chickens in Space. El programa se centra en las aventuras de 3 pollos —Chuck, Starley y Finley— quienes accidentalmente se enrolan en una academia militar intergaláctica.
El 28 de febrero del 2019 Ánima, Pixelatl y Mighty Studios anunciaron "La Cumbre", una reunión de negocios entre los más importantes estudios de animación mexicanos y algunos extranjeros para fomentar acuerdos de colaboración, la compra-venta de servicios creativos y para discutir el estado de la industria en México para establecer estrategias comunes.
El 6 de abril de 2019 se anunció la película La liga de los 5, una aventura épica con superhéroes mexicanos. A la vez que sería el regreso del estudio a hacer una película original fuera de Las Leyendas que se produce en 2D.
El 23 de abril de 2019 Fernando de Fuentes y José C. García de Letona, productores de Ánima, hicieron historia en los premios Ariel al obtener 3 nominaciones en la categoría de "Mejor película animada" con las cintas "Ahí viene Cascarrabias", "La leyenda del Charro Negro" y "Ana y Bruno". El 24 de junio de 2019 "Ana y Bruno" se lleva el premio.
El 5 de octubre de 2019 se estrena en Netflix a nivel mundial Las Leyendas: Creaturas ocultas, la nueva serie consta de 13 episodios.
El 11 de noviembre de 2019 se estrena Pollos espaciales del espacio en Disney Latam. 

### 2020–presente: Alianzas mundiales y retorno a la producción de cintas originales en animación 2D
El 10 de enero de 2020 se estrena en los cines de México La Liga de los 5.  
El 23 de enero de 2020 se anunció que el estudio Aardman Animations adquirió los derechos para distribuir Brave Bunnies, serie animada coproducida por Ánima y Glowberry.   
El 26 de junio se estrena en algunas zonas de la República Mexicana la película de animación por computadora Escuela de miedo, siendo una de las más vistas durante la reapertura de los cines.
El 7 de octubre de 2020 Ánima y Touché Films sellan alianza para crear contenido original dirigido a un público adolescente. 
El 12 de noviembre lanzan El Camino de Xico, su segundo proyecto en 2D original y a la vez el tercero que saca durante el 2020.

## Filmografía
| Título de película                                                                         | Fecha                                                               | Distribuidor |           |
| ------------------------------------------------------------------------------------------ | ------------------------------------------------------------------- | --- | --------- |
| Magos y Gigantes                                                                           | 19 de noviembre de 2003                                             | 20th Century Fox |           |
| Imaginum                                                                                   | 19 de agosto de 2005                                                | Videocine |           |
| los Pitufos la película align="right                                                       | Warner                                                              | |           |
| [[los Pitufos la película pitufamos de nuevo aligin="right\|22 de agosto de 2007 Warner    |                                                                     | |           |
| [[los Pitufos la película pitufos para siempre align="right\| 18 de agosto del 2008 Warner | El Agente 00-P2                                                     | 13 de febrero de 2009 | Videocine |
| A Martian Christmas                                                                        | 11 de noviembre de 2009                                             | PorchLight |           |
| AAA sin límite en el tiempo                                                                | 22 de enero de 2010                                                 | Videocine |           |
| Gaturro: la película (coproducción Illusion Studios)                                       | 21 de septiembre de 2010                                            | Santo Domingo Distribución |           |
| Kung Fu Magoo                                                                              | 11 de mayo de 2010                                                  | DreamWorks Classics |           |
| Don Gato y su pandilla                                                                     | 16 de septiembre de 2011                                            | Warner Bros. Pictures |           |
| La leyenda de la Llorona                                                                   | 21 de octubre de 2011                                               | Videocine |           |
| El Santos contra la Tetona Mendoza (bajo su etiqueta, Átomo Films)                         | 30 de noviembre de 2012                                             | Videocine |           |
| Scooby Doo en el orfanato de La llorona align=+right\|31 de octubre del 2013 Warner        | La leyenda de las momias de Guanajuato                              | 30 de octubre de 2014 | Videocine |
| Guardianes de Oz                                                                           | 10 de abril de 2015                                                 | Videocine (México) Grindstone (Estados Unidos) Eone (Reino Unido)                                                                    |           |
| Don Gato: El inicio de la pandilla                                                         | 30 de octubre de 2015                                               | Warner Bros. Pictures |           |
| La leyenda del Chupacabras                                                                 | 13 de octubre de 2016 14 de octubre de 2016 21 de octubre de 2016   | Pantelion (Puerto Rico y Estados Unidos) Videocine (México)                                                                          |           |
| Isla Calaca                                                                                | 14 de septiembre de 2017                                            | Corazón Films (México) Kaleidoscope (Reino Unido)                                                                                    |           |
| La leyenda del Charro Negro                                                                | 19 de enero de 2018                                                 | Pantelion (Estados Unidos) Videocine (México)                                                                                        |           |
| Ahí viene Cascarrabias                                                                     | 26 de julio de 2018                                                 | Corazón Films (México) Blue Fox Entertainment (Estados Unidos) Signature Entertainment (Reino Unido)                                 |           |
| Ana y Bruno                                                                                | 31 de agosto de 2018                                                | Corazón Films / AltaVista Films (México) Front Row Filmed Entertainment (Reino Unido)                                                |           |
| La liga de los 5                                                                           | 10 de enero de 2020                                                 | Videocine |           |
| Escuela de Miedo                                                                           | 26 de junio de 2020 (México) 30 de octubre de 2020 (Estados Unidos) | Videocine Ronun Estudio de animación (México) Grindstone Entertainment (Estados Unidos) Front Row Filmed Entertainment (Reino Unido) |           |
| El Camino de Xico                                                                          | 12 de noviembre de 2020                                             | Caníbal |           |
| Las leyendas: el origen                                                                    | 10 de agosto de 2022                                                | Videocine / Vix |           |
| La leyenda de los Chaneques                                                                | 14 de julio de 2023                                                 | Videocine / Vix |           |
| Batman Azteca: Choque de imperios                                                          | 18 de septiembre de 2025                                            | Cinépolis |           |
| La venganza del Charro Negro                                                               | TBA                                                                 | TBA |           |
| La leyenda de Teodora                                                                      | TBA                                                                 | TBA |           |

### Directo a video
| Título de producción                        | Fecha |
| ------------------------------------------- | ----- |
| A Martian Christmas                         | 2009  |
| Trepsi, Nuny y Wicho - Los Amigos de Trepsi | 2009  |
| Kung Fu Magoo                               | 2010  |
| Trepsi, Nuny y Wicho - Arriba y Abajo       | 2012  |

### Producciones para televisión
| Título de producción                                           | Fecha           |
| -------------------------------------------------------------- | --------------- |
| El Chavo                                                       | 2006 - 2014     |
| Generación Fairytale                                           | 2012 - 2014     |
| El Chapulín Colorado                                           | 2015 - 2017     |
| PINY: Instituto de Nueva York (bajo su sello Ánima Kitchent)   | 2016 - 2017     |
| Las Leyendas                                                   | 2017            |
| Cleo y Cuquín (Familia Telerín) (bajo su sello Ánima Kitchent) | 2018 - 2020     |
| Pollos espaciales del espacio                                  | 2018 - 2019     |
| Las Leyendas: Creaturas Ocultas                                | 2019            |
| Brave Bunnies (bajo su sello Ánima Kitchent)                   | 2021 - presente |
| Cuquín (bajo su sello Ánima Kitchent)                          | 2023 - presente |
| Condorito                                                      | —               |
| El Santos (serie de TV)                                        | —               |
| Victor and the Infinite & Mysterious Hallway of Loos           | —               |
| Brutal Nature                                                  | —               |

### Realidad Virtual
| Título de producción                 | Fecha |
| ------------------------------------ | ----- |
| Cantinflas VR: La máquina del tiempo | 2017  |

### Miniseries de televisión
| Título de producción       | Fecha     |
| -------------------------- | --------- |
| Cascaritos                 | 2003-2006 |
| Espinito                   | 2005–2006 |
| Poncho Balón               | 2005–2006 |
| Bugsted: Regreso a la Luna | 2013      |

### Cortos
| # | Título                  | Fecha(s) de estreno    | Medio de difusión             | Ref(s)          |
| - | ----------------------- | ---------------------- | ----------------------------- | --------------- |
| 1 | What The Quest Is This? | 5 de noviembre de 2016 | Cartoon Network Latinoamérica | [ 182 ] [ 183 ] |
| 2 | El Séptimo Caballero    | 9 de noviembre de 2016 | Cartoon Network Latinoamérica | [ 184 ] [ 185 ] |
| 3 | RAM PAM DAM             | 21 de marzo de 2018    | Cartoon Network Latinoamérica | [ 186 ] [ 187 ] |
| 4 | El cuervo y el venado   | 2021                   | Exhibición teatral            | —               |
| 5 | Rebeca                  | —                      | Exhibición teatral            | —               |

### Series Web
| Título             | Fecha de estreno | Website                             |
| ------------------ | ---------------- | ----------------------------------- |
| KickOs             | 2014             | Canal oficial de KickOs             |
| La Familia Telerín | 2015             | Canal oficial de la Familia Telerín |
| SuperÉpico         | 2016             | SuperÉpico en Átomo Network         |
| Mad Dinner         | 2016             | Mad dinner en Átomo Network         |
| Las Crónicas Trol  | 2017             | Las Crónicas Trol en Átomo Network  |
| Trepsi Nuny-Wicho  | 2019             | Canal oficial de Trepsi Nuny-Wicho  |
| Lea & Pop          | 2019             | Canal oficial de Lea & Pop          |
| Tippi T-Rex        | 2023             | Canal oficial de Tippi T-Rex        |

## Videojuegos

### Consolas
| Título                                        | Fecha de lanzamiento  | Editado por      | Consola(s)             |
| --------------------------------------------- | --------------------- | ---------------- | ---------------------- |
| El Chavo Kart Arte conceptual e intro animado | 21 de febrero de 2014 | Slang Publishing | Xbox 360 PlayStation 3 |

### Apps
| # | Título de la producción           | Fecha                   | Publicado por              | Sistema Operativo |
| - | --------------------------------- | ----------------------- | -------------------------- | ----------------- |
| 1 | Bugsted                           | 2013                    | Anima Kitchent             | iOS Android       |
| 2 | KickOs                            | 22 de mayo de 2014      | Televisa Interactive Media | iOS Android       |
| 2 | Las Leyendas: El Pergamino Mágico | 02 de noviembre de 2017 | Teravision Games           | iOS Android       |